# Catalanova konstanta
Catalanova konstanta je matematická konstanta pojmenovaná podle belgicko-francouzského matematika Eugèna Charlese Catalana a používaná především v kombinatorice a v teorii čísel. Je součtem řady
{\displaystyle \sum _{n=0}^{\infty }{\frac {(-1)^{n}}{(2n+1)^{2}}}=1-{\frac {1}{3^{2}}}+{\frac {1}{5^{2}}}-{\frac {1}{7^{2}}}+\cdots ,}
Její hodnota je tedy {\displaystyle \beta (2)}, hodnota Dirichletovy beta funkce pro číslo 2.
Její přibližná číselná hodnota je {\displaystyle G=\sum _{n=0}^{\infty }{\frac {(-1)^{n}}{(2n+1)^{2}}}\approx 0.91596559417721901505460351493238411077414937428167213426649811962176\ 30197762547694793565129261151062}